# Renars Dorš
Renars Dorš, souvent transcrit en Renars Dorsh, (né le 13 octobre 1985) est un skieur alpin letton.
Il a participé aux Jeux olympiques d'hiver de 2006 à Turin.

## Palmarès

### Jeux olympiques d'hiver
- Ski alpin aux Jeux olympiques de 2006 à Turin,  Italie
  - 46e de la descente
  - abandon lors du combiné